# Коики-коэн-маэ (станция)
Станция Коики-коэн-маэ (яп. 広域公園前駅 Коики-коэн-маэ эки) — железнодорожная станция на линии Астрам-лайн расположенная в районе Асаминами, Хиросима. Островная, эстакадная крытая станция. Станция была открыта 20 августа 1994 года. На станции установлены платформенные раздвижные двери. Недалеко от станции в 5 минутах пешком расположен стадион Хиросима Биг Арч.

## История
Открыта 20 августа 1994 года.

## Близлежащие станции

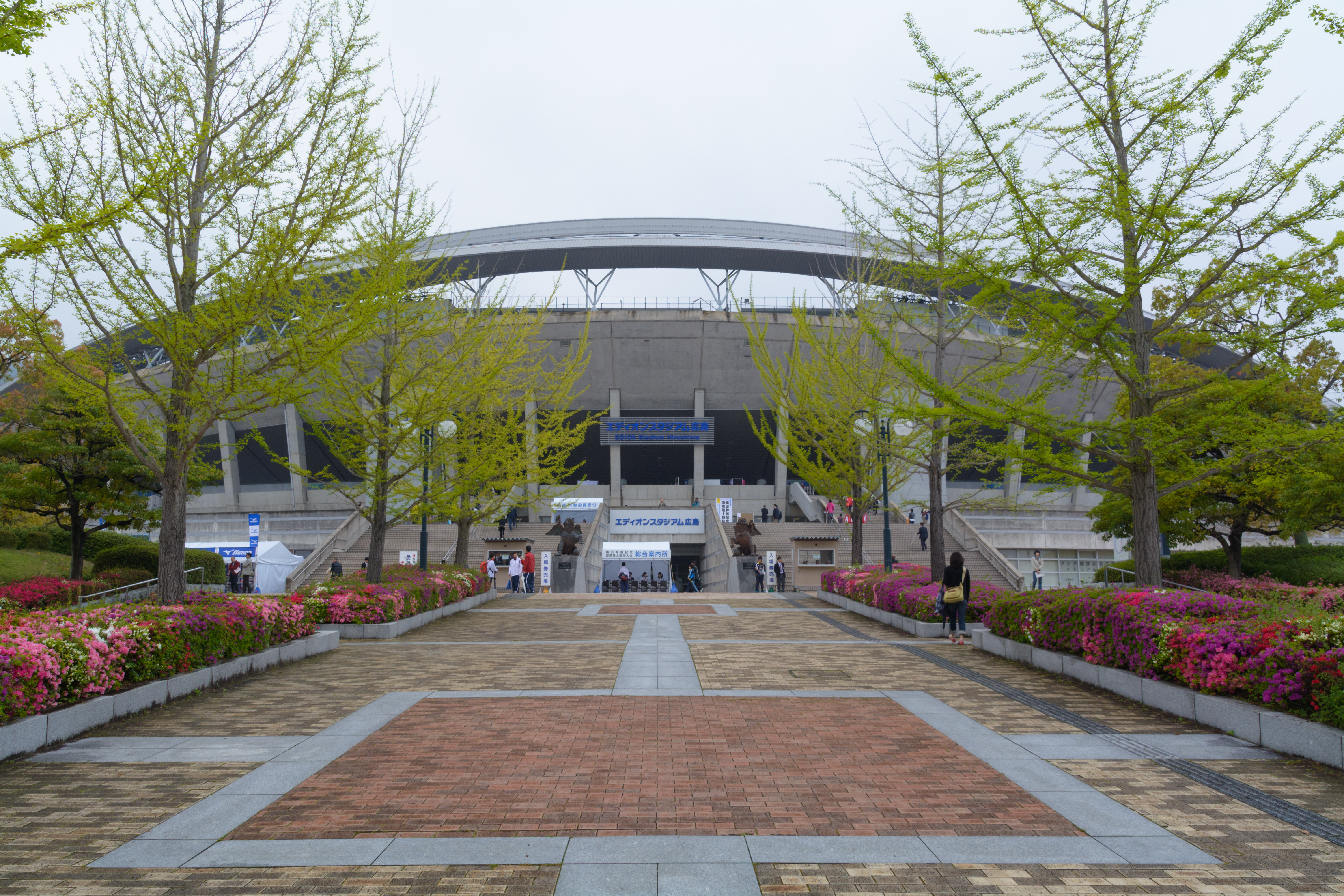
Хиросима Биг Арч

| «     |  | Линия             |  | »                |
| ----- |  | ----------------- |  | ---------------- |
| Обара |  | Линия Астрам-лайн |  | Конечная станция |